# Willmore Wilderness Provincial Park
Willmore Wilderness Provincial Park är en park i Kanada.   Den ligger i provinsen Alberta, i den centrala delen av landet, 3 200 km väster om huvudstaden Ottawa. Willmore Wilderness Provincial Park ligger 2 055 meter över havet.
Terrängen runt Willmore Wilderness Provincial Park är varierad. Willmore Wilderness Provincial Park ligger uppe på en höjd. Trakten runt Willmore Wilderness Provincial Park är nära nog obefolkad, med mindre än två invånare per kvadratkilometer.. Det finns inga samhällen i närheten.
I omgivningarna runt Willmore Wilderness Provincial Park växer i huvudsak barrskog.